# Liste der Monuments historiques in Lanloup
Die Liste der Monuments historiques in Lanloup führt die Monuments historiques in der französischen Gemeinde Lanloup auf.

## Liste der Bauwerke
| Bezeichnung                           | Beschreibung                              | Standort | Kennzeichnung | Schutzstatus | Datum | Bild           |
| ------------------------------------- | ----------------------------------------- | -------- | ------------- | ------------ | ----- | -------------- |
| Manoir de la Noë Verte mit Taubenturm | Herrenhaus, erbaut im 15./16. Jahrhundert | (Lage)   | PA00089255    | Inscrit      | 2009  | weitere Bilder |
| Kirche St-Loup                        | Erbaut im 16. Jahrhundert                 | (Lage)   | PA00089254    | Classé       | 1910  | weitere Bilder |

## Liste der Objekte

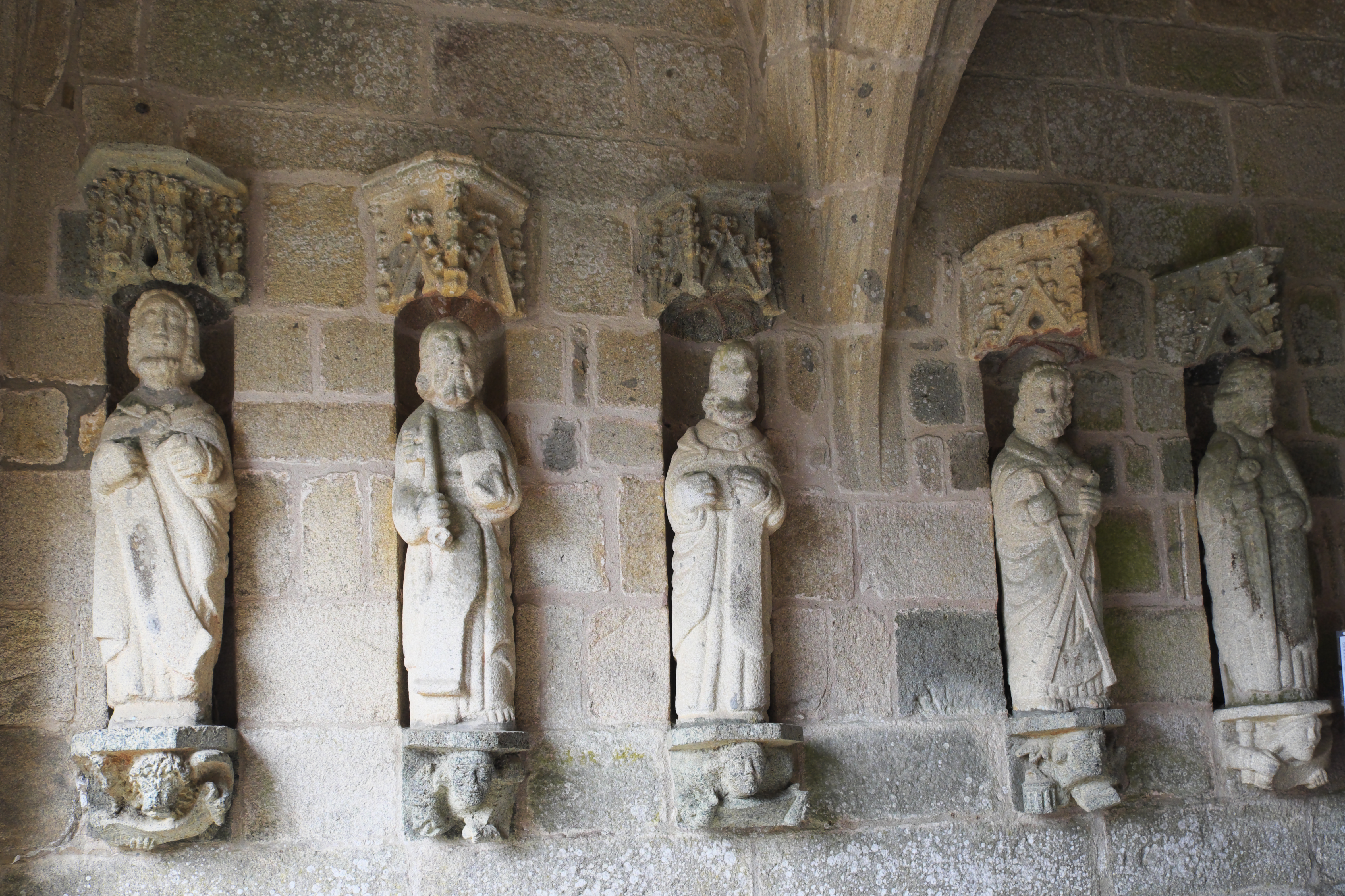
Apostelfiguren am Südportal der Kirche St-Loup

- Monuments historiques (Objekte) in Lanloup in der Base Palissy des französischen Kultusministeriums